# The Amazing Spider-Man (film)
Pour les articles homonymes, voir The Amazing Spider-Man (homonymie).
Série The Amazing Spider-Man
The Amazing Spider-Man : Le Destin d'un héros
(2014)
Pour plus de détails, voir Fiche technique et Distribution.
The Amazing Spider-Man ou L'Extraordinaire Spider-Man au Québec est un film américain fantastique en 3-D réalisé par Marc Webb, sorti en 2012.
C'est le quatrième film du studio Columbia Pictures fondé sur le personnage de Spider-Man de Marvel Comics, et c'est le premier film d'une nouvelle franchise.
Le film suit Peter Parker, un adolescent qui combat le crime sous l'identité de Spider-Man après avoir été mordu par une araignée radioactive dans les laboratoires Oscorp. Chassé par les autorités sous les ordres du capitaine George Stacy, le père de sa petite amie Gwen, Peter tente de sauver New York du Docteur Connors, l'ex-associé de son père métamorphosé en créature reptilienne, le Lézard.
Le second volet, The Amazing Spider-Man : Le Destin d'un héros toujours réalisé par Marc Webb, est sorti au cinéma en 2014.

## Synopsis
Alors enfant, Peter Parker joue à cache-cache avec ses parents quand il découvre que le bureau de son père, biologiste, a été cambriolé. Quand il le voit, Richard Parker, le père de Peter, récupère à la va-vite quelques documents dans un tiroir secret avant d'amener son fils à la maison de ceux qui deviendront pour le garçon Oncle Ben et Tante May. Richard Parker disparaît un peu plus tard avec sa femme.
Des années après ces évènements, Peter est un lycéen photographe au Midtown Science High School, où il vit entre les brutalités de Flash Thompson, dont il est le souffre-douleur, et ses sentiments pour Gwen Stacy. Un soir, de retour chez lui, il découvre dans la cave la mallette de son père, dans laquelle se trouvent encore les documents récupérés la nuit de sa disparition. Oncle Ben lui donne le nom de l'homme amputé du bras droit qu'on voit aux côtés de Richard Parker sur une photo : le Dr Curt Connors, maintenant scientifique pour Oscorp.
Peter s'infiltre dans les laboratoires en se mêlant à un groupe de stagiaires et découvre que Gwen y travaille comme assistante. Il ne parvient pas à parler avec le docteur mais décide de le suivre et s'infiltre dans un laboratoire où une forme de câble résistant est fabriquée par des araignées génétiquement modifiées ; l'une d'entre elles le mord avant qu'il ne soit expulsé. Sur le chemin du retour, dans le métro, Peter se découvre de nouvelles capacités : une force et une agilité accrue ainsi que la possibilité de s'accrocher à n'importe quelle surface.
Peter étudie par la suite les documents de son père et découvre une formule, un « algorithme de régression », qu'il donne au docteur Connors lors d'une visite à son domicile. Cette formule est la pièce manquante aux recherches de Connors sur la régénération de membres perdus. Connors souhaite avancer progressivement dans les tests mais le docteur Ratha le force à tester son produit sur des humains afin de soigner au plus vite son employeur mourant, qui n'est autre que Norman Osborn.
Peter profite de ses nouvelles capacités pour se venger de Flash, ce qui lui vaut des sanctions disciplinaires et des remontrances de son oncle. Forcé de partir en déplacement, il demande à Peter d'aller chercher sa tante en ville pendant qu'il travaille, mais Peter passe sa soirée avec Connors à Oscorp, où ils testent la substance sur une souris amputée. Quand Peter rentre chez lui, Ben est en colère car il a oublié sa tante May. Peter s'enfuit, en colère, et Ben part à sa recherche en ville. Il se retrouve face à un voleur que Peter vient juste de laisser filer avec son butin, et quand le voleur sort une arme, les deux hommes se battent et Ben reçoit une balle mortelle dans le ventre. Le voleur fuit et Peter hurle à l'aide.
Peter décide par la suite de traquer le criminel en se fondant sur un portrait robot et utilise ses nouvelles capacités pour cela. Dans sa première nuit de recherche, il est vite poursuivi et finit par tomber dans une salle de sport abandonnée, où il voit un poster montrant un masque de luchador, qui lui inspire le dessin de son propre masque. Il se dessine un costume avec une combinaison en élasthane, et des appareils qu'il attache à ses poignets pour projeter un biocable sous forme d'une toile. Peter se fait ainsi un costume bleu et rouge avec un dessin d'araignée et se voit attribuer un nom par la presse : Spider-Man. Parallèlement, Peter est invité par Gwen à dîner avec sa famille, où il se dispute avec le père de Gwen, chef de la police de New York. Seul ensuite avec Gwen, il lui révèle sa double identité et l'embrasse.
Ratha force Connors à poursuivre les tests sur des humains immédiatement car Osborn ne pourra pas survivre encore bien longtemps. Connors refuse et Ratha le licencie avant de récupérer le produit pour le tester sur des vétérans de guerre, en le faisant passer pour un vaccin contre la grippe. Connors essaie alors la formule en se l'injectant dans son bras amputé. Après s'être évanoui, il voit son bras régénéré, mais quand il apprend que Ratha est en route pour l'hôpital, Connors part à sa poursuite, malgré le changement de sa peau qui se couvre d'écailles vertes. Il prend ainsi une forme de lézard humanoïde géant, renverse des voitures et retrouve Ratha sur le Williamsburg Bridge embouché. Peter, ayant entendu les sirènes de police, rejoint les lieux et met en fuite le Lézard, puis sauve un jeune garçon d'une chute mortelle.
Spider-Man suspecte vite Connors d'être le Lézard, mais ne convainc pas le capitaine Stacy. Il tente donc de le prouver en le cherchant dans les égouts, mais c'est le Lézard qui l'attaque et découvre l'identité de Spider-Man. Il tente donc de l'affronter au lycée de Peter, sans succès. La police traque dès lors Spider-Man et le Lézard.
Peter trouve le repaire de Connors dans les égouts et découvre son plan : lancer un nuage de gaz chimique depuis le sommet de la tour Oscorp pour provoquer des changements génétiques similaires aux siens. Spider-Man tente de rejoindre la tour au plus vite, sachant que Gwen s'y trouve et assemble un antidote au produit de Connors. Il convainc la police de le suivre en révélant au capitaine Stacy son identité, puis parvient à rejoindre la tour avec l'aide du père du garçon sauvé sur le pont. Au terme d'un combat au sommet du bâtiment, Peter réussit à remplacer le produit de Connors par l'antidote, et le nuage répandu annule les changements chez Connors et ses victimes. Mais le capitaine Stacy, blessé mortellement par le Lézard, ne peut que faire promettre à Peter de laisser Gwen hors de ses combats en s'éloignant d'elle. Peter accepte mais au lycée, quand un professeur lui dit de ne pas faire de promesse qu'il ne peut tenir, Peter glisse à Gwen que ces promesses-là sont les meilleures et qu'il ne peut donc pas l'ignorer.
Scène inter-générique
Dans un coin obscur de la cellule où est emprisonné Connors, la silhouette sombre d'un homme semble sortir du mur. Celui-ci lui demande s'il a révélé à Peter Parker la vérité sur la mort de son père. Connors répond « non » et ordonne à son mystérieux interlocuteur de laisser Peter en paix, mais celui-ci a déjà disparu.

## Fiche technique
Sauf indication contraire, les informations mentionnées dans cette section peuvent être confirmées par les bases de données cinématographiques IMDb et Allociné,  présentes dans la section « Liens externes ».
- Titre original et français : The Amazing Spider-Man
- Titre québécois : L’Extraordinaire Spider-Man
- Réalisation : Marc Webb
- Scénario : Alvin Sargent, Steve Kloves et James Vanderbilt, d'après une histoire de James Vanderbilt, d'après le comics Amazing Fantasy créé par Steve Ditko et Stan Lee édité par Marvel Comics
- Musique : James Horner
- Direction artistique : Page Buckner, Michael E. Goldman, Suzan Wexler, Miguel López-Castillo et David F. Klassen
- Décors : J. Michael Riva
- Costumes : Kym Barrett
- Photographie : John Schwartzman
- Son : Deb Adair, David Giammarco, Paul Massey
- Montage : Pietro Scalia, Alan Edward Bell et Michael McCusker
- Production : Avi Arad, Laura Ziskin, Matt Daly et Matthew Tolmach
  - Production déléguée : Kevin Feige, Stan Lee et Michael Grillo
  - Production associée : Tom Cohen, Kyla Kraman et Beatriz Sequeira
- Sociétés de production[2] : Marvel Entertainment et Laura Ziskin Productions, présenté par Columbia Pictures
- Sociétés de distribution : Columbia Pictures (États-Unis) ; Sony Pictures Releasing France (France) ; Sony Pictures Releasing (Québec et Belgique)
- Budget : 230 millions de $[3]
- Pays de production :  États-Unis
- Langue originale : anglais
- Format[4] : couleur - 35 mm / D-Cinema - 2,39:1 (Cinémascope) - son Dolby Digital | Datasat | SDDS | Dolby Atmos | Dolby Surround 7.1
- Genre : fantastique, action, aventures, science-fiction, super-héros
- Durée : 136 minutes
- Dates de sortie[5] :
  - Japon : 13 juin 2012 (première mondiale à Tokyo)[6]
  - États-Unis, Québec : 3 juillet 2012[1]
  - France, Belgique, Suisse romande : 4 juillet 2012[7],[8]
- Classification[9] :
  - États-Unis : accord parental recommandé, film déconseillé aux moins de 13 ans (PG-13 - Parents Strongly Cautioned)[Note 1]
  - France : tous publics (conseillé à partir de 10 ans)[10],[11]
  - Belgique : tous publics (Alle Leeftijden)[7]
  - Suisse romande : interdit aux moins de 12 ans[12]
  - Québec : tous publics - déconseillé aux jeunes enfants (G - General Rating)[1]

## Distribution
- Andrew Garfield (VF : Donald Reignoux ; VQ : Gabriel Lessard) : Peter Parker / Spider-Man
- Emma Stone (VF : Élisabeth Ventura ; VQ : Catherine Brunet) : Gwen Stacy[13]
- Rhys Ifans (VF : Christian Gonon ; VQ : François Sasseville) : Dr Curt Connors / le Lézard[14]
- Denis Leary (VF : François Dunoyer ; VQ : Benoît Rousseau) : George Stacy[15], le père de Gwen
- Martin Sheen (VF : Richard Leblond ; VQ : Jean-Marie Moncelet) : Benjamin Parker, l'oncle de Peter[16]
- Sally Field (VF : Catherine Davenier ; VQ : Claudine Chatel) : May Reilly Parker, la tante de Peter[16]
- Irfan Khan (VF : Stéphane Fourreau ; VQ : Frédéric Desager) : Dr Rajit Ratha
- Campbell Scott (VF : Olivier Chauvel ; VQ : Daniel Picard) : Richard Parker, le père de Peter[17]
- Embeth Davidtz (VF : Patricia Piazza ; VQ : Hélène Mondoux) : Mary Parker, la mère de Peter[17]
- Chris Zylka (VF : Yoann Sover ; VQ : Frédéric Millaire-Zouvi) : Flash Thompson, la némésis de Peter au lycée
- Hannah Marks : Missy Kallenback
- Kelsey Chow (VF : Émilie Rault) : Sally Avril
- Amber Stevens : Ariel
- Tia Texada (VF : Emmanuelle Rivière) : Sheila, la fille se faisant déshabiller dans le métro
- C. Thomas Howell : Troy, le père de Jack
- Jake Keiffer (VF : Jules Timmerman) : Jack, l'enfant sauvé par Spider-Man
- Leif Gantvoort : Le voleur de la caisse
- Kari Coleman (VF : Laura Zichy) : Helen Stacy
- Skyler Gisondo (VF : Lucas Legrand) : Howard Stacy
- Charlie DePew (VF : Benjamin Paris) : Philip Stacy
- Jacob Rodier (VF : Jules Timmerman) : Simon Stacy
- Isaac Fisch (VF : Gabriel Bismuth-Bienaimé) : Randall, le nerd
- Michael Massee (VF : Hervé Furic) : Gustav Fiers / le Gentleman (en) (scène inter-générique)
- Barbara Eve Harris (VF : Annie Milon) : Madame Ritter, un professeur
- Michael Papajohn : Alfred, le chauffeur du Dr Rajit Ratha (caméo - sans dialogue) (non crédité)
- Stan Lee : le bibliothécaire (caméo - sans dialogue)

Sources et légendes : Version française (VF) sur AlloDoublage et Voxofilm ; Version québécoise (VQ) sur Doublage.qc.ca

## Production

### Genèse et développement
À l'origine, Spider-Man 4 devait sortir en 2011, environ 4 ans après Spider-Man 3. Le film est cependant annulé en janvier 2010, en raison du retrait de Sam Raimi et de toute son équipe du projet. Le litige à la base de cette annulation est le trop court délai accordé pour la production du métrage  et le refus du studio de faire du Vautour, un personnage considéré comme trop classique, le méchant du film (John Malkovich devait l’interpréter). Et le personnage de Venom ne devait pas mourir dans le troisième volet.
En janvier 2010, Sony annonce le reboot de la saga. Sony Pictures avait envisagé le problème à venir avec la trilogie originale : trois jours après son désistement, ils choisissent en remplacement un scénario de James Vanderbilt. Ce dernier a écrit une intrigue revenant aux origines de Spider-Man. Ce scénario était déjà écrit et il était envisagé de le produire en tant que Spider-Man 5.
Quelques jours après le départ officiel de Sam Raimi, le studio annonce que Marc Webb, qui n'a encore réalisé que (500) jours ensemble (2009), va mettre en scène ce reboot.

### Attribution des rôles
En mai 2010, The Hollywood Reporter annonce que plusieurs acteurs ont rencontré Marc Webb et la production pour le rôle de Spider-Man : Jamie Bell, Alden Ehrenreich, Frank Dillane, Ose Hayble, Andrew Garfield et Josh Hutcherson. Un mois plus tard, le Los Angeles Times révèle qu'Aaron Johnson et Anton Yelchin sont également envisagés. La plupart, ainsi que Logan Lerman et Michael Angarano, participent à des essais filmés. Début juillet 2010, Andrew Garfield est confirmé dans le rôle. Marc Webb explique avoir été convaincu par l'acteur lors d'un essai où Peter Parker mange un cheeseburger tout en disant à Gwen de se calmer.
Le film devait initialement inclure Mary Jane Watson et Gwen Stacy, avant que seule Gwen Stacy soit confirmée. En août 2010, les candidates envisagées pour ses rôles féminins sont Lily Collins, Ophelia Lovibond, Imogen Poots, Teresa Palmer, Emma Roberts ou encore Mary Elizabeth Winstead. En septembre 2010, Emma Stone et Mia Wasikowska rejoignent cette liste d'actrices, qui s'allonge un mois plus tard avec Dianna Agron, Georgina Haig et Dominique McElligott.
Le 5 octobre 2010, Emma Stone est confirmée dans le rôle de Gwen Stacy alors qu'elle était jusqu'à présent prévue pour incarner Mary Jane Watson,.
Rhys Ifans est annoncé en octobre 2010 dans le rôle du méchant, plus tard révélé comme celui du Dr. Curt Connors / le Lézard,. Le producteur de tous les films Avi Arad explique qu'il s'agit de son personnage préféré parmi les ennemis de Spider-Man et qu'il voulait depuis longtemps l'inclure dans un film.
En novembre 2010, Martin Sheen est annoncé dans le rôle de Benjamin Parker alors que Sally Field est en négociation pour incarner tante May,. Denis Leary est quant à lui confirmé dans le rôle du capitaine George Stacy, le père de Gwen. En décembre 2010, Campbell Scott et Julianne Nicholson sont en négociations pour camper les parents de Peter, Richard et Mary Parker.
Annie Parisse et Miles Elliot sont choisis pour les rôles de Martha Connors (en) et Billy Connors, respectivement femme et fils du Dr. Connors ; ils seront finalement coupés au montage.
Après avoir été dans les « finalistes » pour le rôle-titre, il avait été envisagé qu'Anton Yelchin joue le rôle de Harry Osborn ; mais finalement, ce personnage a été supprimé du film, comme celui de Mary Jane. Harry Osborn apparaitra finalement dans la suite du film, sous les traits de Dane DeHaan.
Comme dans chaque film Marvel, Stan Lee, créateur original des comics, fait un caméo. Dans ce film, il joue un bibliothécaire qui, à cause de son casque sur les oreilles, n'entend pas le combat qui se déroule dans l'enceinte même de sa bibliothèque.

### Tournage

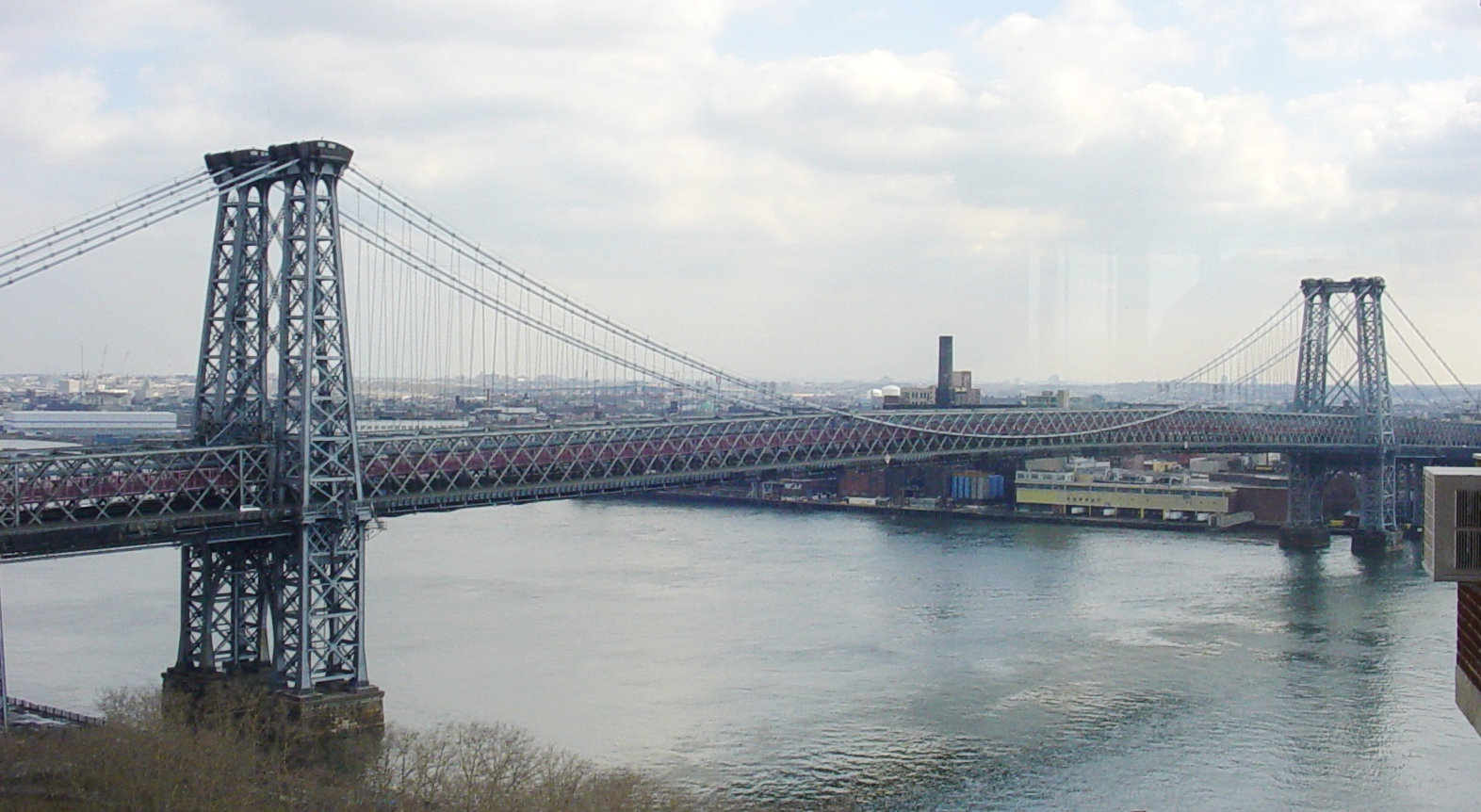
Plusieurs scènes sont tournées à New York près de l'East River notamment aux abords du pont de Williamsburg. Une partie du pont a été par ailleurs recrée en studio à Los Angeles

Le tournage débute le 6 décembre 2010 à Los Angeles,, sous le faux titre Fiona's Tale. Durant ces 90 jours de tournage, deux semaines se déroulent à New York. A Los Angeles et ses allentours, notamment le The Fonda Theatre (en) à Hollywood, la St. John Bosco High School de Bellflower, l'Immanuel Presbyterian Church ainsi que plusieurs lieux qu'à South Pasadena, San Pedro et Woodland Hills. Pour Steve Elzer, porte-parole de Sony Entertainment, "[La] production d'un projet de cette taille et de cette envergure sur son propre terrain de tournage procure un certain confort...".
Le fait de baser le film sur le terrain permet également aux producteurs d'interagir plus facilement avec l'équipe interne d'effets visuels de Sony et donne aux studios un meilleur contrôle de la qualité et de la sécurité.
À New York, l'équipe tourne notamment au Alexander Hamilton U.S. Custom House pour les plans extérieurs des locaux du NYPD, ou encore dans l'Upper West Side pour les extérieurs du domicile de la famille Stacy. Windsor Terrace à Brooklyn sert de décor au quartier de Forest Hills (Queens) où vivent Ben et May Parker. Une courte séquence est tournée sur Riverside Drive.
Le film est la première production hollywoodienne tournée avec la caméra RED Epic et en 3-D avec une résolution 5K.
En avril 2011, Emma Stone annonce la fin du tournage. La postproduction débute en mai 2011, alors que des reshoots ont lieu, à New York en novembre 2011 puis à Los Angeles en décembre 2011, pour peaufiner quelques scènes,,.

## Musique
- No Way Down de The Shins.
- Big Brat de Phantom Planet.
- Til Kingdom Come de Coldplay.

### Bande originale
Bandes originales de Spider-Man
Spider-Man 3
(2007) The Amazing Spider-Man : Le Destin d'un héros
(2014)
La musique du film est composée par James Horner.
| Liste des titres | Liste des titres                       | Liste des titres | Liste des titres | Liste des titres | Liste des titres | Liste des titres | Liste des titres | Liste des titres | Liste des titres |
| No               | Titre                                  | Durée            |                  |                  |                  |                  |                  |                  |                  |
| ---------------- | -------------------------------------- | ---------------- | ---------------- | ---------------- | ---------------- | ---------------- | ---------------- | ---------------- | ---------------- |
| 1.               | Main Title – Young Peter               | 4:54             |                  |                  |                  |                  |                  |                  |                  |
| 2.               | Becoming Spider-Man                    | 4:16             |                  |                  |                  |                  |                  |                  |                  |
| 3.               | Playing Basketball                     | 1:22             |                  |                  |                  |                  |                  |                  |                  |
| 4.               | Hunting for Information                | 2:07             |                  |                  |                  |                  |                  |                  |                  |
| 5.               | The Briefcase                          | 3:14             |                  |                  |                  |                  |                  |                  |                  |
| 6.               | The Spider Room – Rumble in the Subway | 3:20             |                  |                  |                  |                  |                  |                  |                  |
| 7.               | Secrets                                | 2:30             |                  |                  |                  |                  |                  |                  |                  |
| 8.               | The Equation                           | 4:22             |                  |                  |                  |                  |                  |                  |                  |
| 9.               | The Ganali Device                      | 2:28             |                  |                  |                  |                  |                  |                  |                  |
| 10.              | Ben's Death                            | 5:41             |                  |                  |                  |                  |                  |                  |                  |
| 11.              | Metamorphosis                          | 3:04             |                  |                  |                  |                  |                  |                  |                  |
| 12.              | Rooftop Kiss                           | 2:34             |                  |                  |                  |                  |                  |                  |                  |
| 13.              | The Bridge                             | 5:15             |                  |                  |                  |                  |                  |                  |                  |
| 14.              | Peter's Suspicions                     | 3:01             |                  |                  |                  |                  |                  |                  |                  |
| 15.              | Making a Silk Trap                     | 2:52             |                  |                  |                  |                  |                  |                  |                  |
| 16.              | Lizard at School!                      | 2:57             |                  |                  |                  |                  |                  |                  |                  |
| 17.              | Saving New York                        | 7:52             |                  |                  |                  |                  |                  |                  |                  |
| 18.              | Oscorp Tower                           | 3:22             |                  |                  |                  |                  |                  |                  |                  |
| 19.              | I Can't See You Anymore                | 6:50             |                  |                  |                  |                  |                  |                  |                  |
| 20.              | Promises – End Titles                  | 4:52             |                  |                  |                  |                  |                  |                  |                  |
| 1:16:53          |                                        |                  |                  |                  |                  |                  |                  |                  |                  |

## Accueil

### Accueil critique
Le reboot a reçu un accueil favorable, les critiques appréciant la performance d'Andrew Garfield, la réalisation de Marc Webb, les effets spéciaux, la musique de James Horner mais ont critiqué le montage, avec les scènes coupées et le scénario (particulièrement les sous-scénarios inachevés).
Sur le site d'agrégation de critiques Rotten Tomatoes, 71 % des 339 critiques sont positives, avec une note moyenne de 6,6/10. Le consensus du site se lit comme suit : « Un casting bien choisi et une mise en scène sûre permettent à The Amazing Spider-Man de faire vibrer malgré la reprise de nombreux points de l'intrigue du Spider-Man de 2002». Selon les listes annuelles de Rotten Tomatoes (en utilisant une formule pondérée des critiques du site), il a été placé numéro 32 sur sa liste des meilleurs films de bande dessinée de tous les temps en 2012 et était tombé à la 36e place en 2013.
Metacritic, qui utilise une moyenne pondérée, a attribué au film une note de 66 sur 100, basée sur 42 critiques, indiquant des critiques « généralement favorables ».
Le public de CinemaScore lui a attribué une note de « A− » sur une échelle de A+ à F.
Jordan Mintzer du Hollywood Reporter a estimé que le film était satisfaisant, expliquant que Webb a réalisé avec des touches émotionnelles et comiques et a fourni une représentation plus sombre et une romance plus forte que l'original.
Boyd Van Hoeija de Variety a décrit le film comme une « recombinaison principalement lisse, divertissante et émotionnellement impliquante d'éléments frais et familiers ».
Un chroniqueur de The Village Voice, Chris Pakham a estimé que le film était fidèle aux bandes dessinées et que « la physicalité grêle de Garfield évoque les illustrations Marvel des années 1960 ».
À l'inverse, Lou Lemenick du New York Post a écrit que le film était ennuyeux et peu inspirant et a estimé qu'il n'était pas comparable à Batman Begins et était « une reprise inutile à la manière de Superman Returns ».
Le critique du New Yorker Anthony Lane a décrit le film comme « manquant d'agilité et de plaisir, et la promesse contenue dans son titre semble de plus en plus tendancieuse ».
Kenneth Turan du Los Angeles Times a qualifié le film de « mémorable par morceaux mais pas dans son ensemble » et a déclaré que son meilleur élément est la relation entre Peter et Gwen, tandis que le Lézard « n'est pas vraiment un adversaire pour les âges ».
Lisa Schwarzbaum d' Entertainment Weekly a donné au film un A−, le décrivant comme « une variation plus fringante et plus douce » par rapport au travail de Raimi. Elle a expliqué que l'élément le plus « étonnant » n'était pas le « blockbuster wow ! » mais plutôt le « awww intime ».
Claudia Puig d' USA Today a expliqué que « en tant que nouveau chapitre de la saga des arachnides surpuissants, il se suffit à lui-même, se concentrant davantage sur les émotions humaines que sur une panoplie d'effets spéciaux ». Elle a déclaré que « là où Tobey Maguire dans la trilogie originale de Spider-Man était sérieux, le Spider-Man de Garfield est intelligent et sympathiquement effronté, avec un courant sous-jacent d'angoisse adolescente ». Elle a également qualifié le film « autant d' histoire de passage à l'âge adulte que de saga d'action de lutte contre le crime ».
Christy Lemire de l' Associated Press décrit le Spider-Man de Garfield comme un outsider arrogant et incompris, donnant au film une « énergie agitée et téméraire et un sentiment de danger bienvenu ». Elle conclut également que Webb était un genre de réalisateur différent, affirmant que si les grandes scènes de Webb manquaient de l'imagination de Raimi, elles transmettaient une « vérité émotionnelle » et « un sens omniprésent de l'humanité ».
Cependant, Ty Burr du Boston Globe a estimé que le film manquait de la grâce pop et de la joie pulpeuse de l'original, affirmant que le film était « stupide, taquiné » et « presque choquant sans inspiration ». Burr l'a évalué comme « le pire film de super-héros depuis Green Lantern ».  Colin Covert du Star Tribune a également estimé que The Amazing Spider-Man est plus faible que son prédécesseur et l'a décrit comme « The Notebook en spandex ».
Roger Ebert du Chicago Sun-Times a estimé que le reboot fournissait de meilleures raisons pour lesquelles Peter Parker adopte son rôle de super-héros, même si l'histoire d'origine n'avait pas besoin d'être racontée une fois de plus. Il a également fait remarquer qu'il s'agissait « probablement du deuxième meilleur » des quatre films Spider-Man après Spider-Man 2 , expliquant que Lizard était terne par rapport au méchant de ce film, le docteur Octopus , et avait la portée dramatique de Godzilla .
Joe Morgenstern du Wall Street Journal a souligné que « la chose vraiment étonnante est que la plupart de ce qui arrive à Peter Parker dans la première moitié du film s'est déjà produit dans les chapitres précédents de la saga Spidey », que « ce qui est vieux est à nouveau vieux ».
Cependant, Randy Myers du San Jose Mercury News a trouvé que c'était « le meilleur Spidey à ce jour », le décrivant comme « fort, audacieux et bien joué ». Il a estimé qu'un spectateur ne pouvait s'empêcher de ressentir un déjà-vu , mais que le travail montrait une plus grande « dimension ».  Dana Stevens du magazine Slate a estimé que le film était un récit « absolument inutile » de l'histoire d'origine, bien qu'il ait évité « le piège commun de l'adaptation de bande dessinée de l'auto-sérieux sombre ». 
Peter Travers de Rolling Stone également estimé que le redémarrage « inutile » a tiré des performances stellaires de Garfield et Stone et touche le cœur.
Andrew Garfield a reçu des éloges pour sa performance. Bob Mondello de NPR a déclaré : « Voici un autre Spider-dude : ce gars Andrew Garfield. Il a donc intérêt à être vraiment quelque chose, n'est-ce pas ? Eh bien, il se trouve que c'est le cas. »
Tom Charity de CNN a trouvé la « combinaison d'innocence au visage frais, d'agitation nerveuse et d'humour ironique... immédiatement attrayante »  Stephanie Zacharek de Movieline a déclaré qu'elle « n'avait aucun désir particulier de voir la série ressuscitée. Mais regarder Garfield et Stone m'a fait penser que ce n'était pas une si mauvaise idée ».
Mary F. Pols de Time a déclaré que même si l'histoire était familière, Garfield et Webb l'ont rendue « convaincante, fraîche et excitante »

### Box-office
The Amazing Spider-Man a rapporté 262 millions de dollars en Amérique du Nord et 495,9 millions de dollars dans d'autres pays, pour un total mondial de 757,9 millions de dollars.  C'est le 106e film le plus rentable,  le septième film le plus rentable de 2012 ,  le 19e film de super-héros le plus rentable,  le cinquième film Spider-Man le plus rentable , le sixième film le plus rentable distribué par Sony/Columbia  et le reboot le plus rentable de tous les temps dans le monde.
Français En Amérique du Nord, le film a rapporté 7,5 millions de dollars lors de sa diffusion de minuit dans 3 150 lieux, dont 1,2 million de dollars dans 300 salles IMAX.  Le jour de son ouverture, un mardi avant un jour férié, il a établi un record de recettes brutes pour un mardi avec 35 millions de dollars (précédemment détenu par Transformers ),  qui serait finalement dépassé en 2019 par Spider-Man: Far From Home avec 39,3 millions de dollars.  Le lendemain, le film a chuté de 33,4 pour cent à 23,3 millions de dollars, soit le deuxième mercredi sans ouverture le plus élevé.  Au cours du week-end de trois jours, il a rapporté 62 millions de dollars.  Cela a porté les recettes brutes du film sur six jours à 137 millions de dollars, ce qui est inférieur à celles de Transformers (155,41 millions de dollars) et Spider-Man 2 (180,07 millions de dollars) parmi les sorties précédentes du 4 juillet.  Bien que le film n'ait pas égalé ses prédécesseurs, Sony Pictures a déclaré : « Dans le monde des franchises relancées, c'est un succès spectaculaire à tous égards ».  Par exemple, Batman Begins (79,5 millions de dollars) et X-Men : Le Commencement (69,9 millions de dollars) (tous deux étaient des films non 3D) ont ouvert bien en dessous de The Amazing Spider-Man .  Il est resté à la première place pendant dix jours consécutifs, jusqu'au jour de la sortie de L'Âge de glace : La dérive des continents .

En dehors de l'Amérique du Nord, The Amazing Spider-Man a rapporté 51,1 millions de dollars lors de son week-end d'ouverture de cinq jours (du 27 juin au 1er juillet 2012) sur 13 marchés, avec de bonnes ouvertures dans de nombreux pays asiatiques.  En Inde, il a rapporté 6,0 millions de dollars, un record d'ouverture pour un film hollywoodien. Sa collecte finale au box-office en Inde a été de 20 millions de dollars, ce qui en fait le huitième film hollywoodien le plus rentable en Inde de tous les temps.  Kercy Daruwala de Sony Pictures en Inde était très confiant que la présence du célèbre acteur indien Irrfan Khan augmenterait la fréquentation.  Sorti dans 61 marchés supplémentaires, le film a rapporté 127,5 millions de dollars au cours de son deuxième week-end. Le film s'est classé numéro un dans plus de 30 pays. En Indonésie, il a battu le record du week-end d'ouverture avec 4,5 millions de dollars tandis qu'au Royaume-Uni, il a ouvert avec 11,1 millions de livres sterling (18,1 millions de dollars), ce qui est à peu près égal avec Spider-Man 3 (11,8 millions de livres sterling).  Sur son dernier marché, la Chine, The Amazing Spider-Man a rapporté 33,3 millions de dollars au cours de ses sept jours de sortie, ce qui est plus que le box-office à vie de Spider-Man 3 en Chine.  La Chine est également le territoire le plus rentable du film avec 48,8 millions de dollars. 
| Pays ou région    | Box-office        | Date d'arrêt du box-office | Nombre de semaines |
| ----------------- | ----------------- | -------------------------- | ------------------ |
| États-Unis Canada | 262 030 663 $,    | 14 octobre 2012            | 15                 |
| France            | 2 541 995 entrées | 18 septembre 2012          | 11                 |
| Total mondial     | 757 930 663 $     | 17 février 2013            | -                  |

## Distinctions
Entre 2011 et 2013, le film The Amazing Spider-Man a été sélectionné 33 fois dans diverses catégories et a remporté 2 récompenses,.

### Récompenses
2012
- Prix IGN du cinéma d'été (IGN Summer Movie Awards) : Prix IGN du public du meilleur film en 3D.

2013
- Société Américaine des Compositeurs, Auteurs et Éditeurs de Musique (ASCAP) : Prix ASCAP des meilleurs films au box-office pour James Horner.

### Nominations
2011
- Prix IGN du cinéma d'été (IGN Summer Movie Awards) : Meilleure bande-annonce de film.

2012
- Bande-annonce d'or : Meilleurs graphiques d'animation et de titre pour Columbia Pictures et Create Advertising Group.
- Prix du jeune public :
  - Meilleur film d'action / aventure de l'été,
  - Meilleur acteur de l'été pour Andrew Garfield,
  - Meilleure actrice de l'été pour Emma Stone,
  - Meilleur méchant pour Rhys Ifans.
- Prix IGN du cinéma d'été (IGN Summer Movie Awards) :
  - Meilleur film d'adaptation de Comics,
  - Meilleur film en 3D.
- Prix Schmoes d'or : La plus grande déception de l'année.

2013
- Académie des films de science-fiction, fantastique et d'horreur - Prix Saturn : Meilleur film fantastique.
- Alliance des femmes journalistes de cinéma : Suite ou remake qui n'aurait pas dû être réalisé[pas clair].
- Association internationale des critiques de musique de film (IFMCA) : Meilleure musique originale d’un film d'action/aventure/thriller pour James Horner.
- Principaux prix artistiques (Key Art Awards) :
  - Meilleure technique audio / visuelle pour Sony Pictures Entertainment, Marvel Studios et The AV Squad,
  - Meilleur engagement pour Sony Pictures Entertainment, Marvel Studios et Johnson and Murphy Advertising.
- Prix Annie :
  - Meilleurs effets animés dans un film en prises de vues réelles pour Stephen Marshall, Joseph Pepper et Dustin Wicke,
  - Meilleure animation de personnage pour un film en prises de vues réelles pour Mike Beaulieu, Roger Vizard, Atsushi Sato, Jackie Koehler, Derek Esparza, Richard Smith et Max Tyrie.
- Prix du choix des enfants :
  - Film préféré pour Columbia Pictures et Marvel Studios,
  - Acteur de cinéma préféré pour Andrew Garfield,
  - Super-héros préféré pour Andrew Garfield.
- Prix du guide de cinéma (MovieGuide Awards) : Meilleur film pour un public mature.
- Prix du public :
  - Film préféré,
  - Film d'action préféré,
  - Héroïne préférée pour Emma Stone,
  - Film de franchise préféré,
  - Alchimie à l'écran préférée pour Emma Stone et Andrew Garfield,
  - Superhéros de cinéma préféré pour Andrew Garfield.
- Prix Rembrandt :
  - Meilleur film international,
  - Meilleure actrice international pour Emma Stone.
- Société des effets visuels : Meilleure photographie virtuelle dans un film en prises de vues réelles pour Rob Engle, David Schaub, Cosku Turhan et Max Tyrie.
- Syndicat des acteurs de cinéma et de télévision aux États-Unis : Meilleure équipe de cascadeurs.
- Taurus - Prix mondiaux des cascades : Meilleure cascade automobile pour Richard Burden et Warner Bros..

## Autour du film
- Certains passages du film se rapprochent bien plus des comics de l'univers Ultimate que de l'univers original. Dans ce film, Richard Parker est un généticien comme dans l'univers Ultimate, contrairement à l'univers original où il est agent secret. De plus, la morsure de l'araignée se fait dans un laboratoire d'Oscorp et celle-ci est génétiquement modifiée, comme dans l'univers Ultimate (et non radioactive comme dans l'univers original).
- Contrairement aux comics où Peter se fait mordre à la main, dans ce film l'araignée le mord à la nuque.

### Suite
Il était initialement prévu que le film soit le premier d'une trilogie et que le second volet The Amazing Spider-Man : Le Destin d'un héros (The Amazing Spider-Man 2) sorte le 2 mai 2014 au Canada et le 30 avril 2014 en France. James Vanderbilt a écrit un script pour cette suite. Sony a ensuite engagé Alex Kurtzman et Roberto Orci pour le réécrire. Il fut décidé que Jamie Foxx interpréterait Electro. Le personnage d'Harry Osborn serait quant à lui joué par Dane DeHaan.
Le film sortit mais reçoit des critiques mitigées ainsi qu'un box-office décevant de 705 millions de dollars (plus faible que The Amazing Spider-Man et la trilogie de Sam Raimi).
Le 25 mai 2012 et le 12 juin 2012, des communiqués de Avi Arad à Latino Review et de nombreux autres sites de presse cinéma annoncent l'arrivée prochaine de Spider-Man aux côtés des Avengers dans l'univers cinématographique Marvel. Une grande première puisque Sony Pictures et Paramount Pictures travailleraient ensemble avec comme pilier central Disney et Marvel Studios. La tour Oscorp Industry de Norman Osborn devait par ailleurs apparaître dans Avengers, mais le projet fut abandonné car les délais de négociations et de productions étaient trop courts.
Andrew Garfield a lui aussi montré son intérêt à rejoindre la saga.
En juin 2013, Sony Pictures annonce les dates de sortie de The Amazing Spider-Man 3 et 4 respectivement pour le 10 juin 2016 et le 4 mai 2018 aux États-Unis,. Sony changea ses plans, en décalant The Amazing Spider Man 3 à 2018 et de mettre en 2016 un film dérivé sur les Sinistres Six, dont certains furent introduits dans le second volet.
Finalement, le 17 février 2015, Sony conclut un accord avec Marvel : Sony garde les droits du personnage mais Spider Man apparaîtra dans l'univers cinématographique Marvel avec les autres super-héros de l'univers. Le personnage aura droit à son film pour 2017, Spider-Man: Homecoming mais ce sera un nouveau reboot, sans rapport avec les films de Marc Webb.
Le Spider-Man des films de Marc Webb n'apparait plus à l'écran mais il est mentionné dans un comics Spider-Verse de Marvel Comics. Dans ce comics, les Spider-Men de chaque univers se rassemblent et forment la Spider-Armée afin de lutter contre les Héritiers, des vampires immortels se nourrissant d'eux.
En 2021, Andrew Garfield reprend son rôle de Peter Parker / Spider-Man tandis que Rhys Ifans double uniquement le Dr Curt Connors / Le Lézard dans le film Spider-Man: No Way Home de Jon Watts avec Tom Holland. La performance de Garfield a été acclamée par les fans et les critiques et une campagne pour un 3e volet a été lancée,